# Determinante de Hurwitz
En matemáticas, los determinantes de Hurwitz, introducidos por el matemático alemán Adolf Hurwitz en 1895, es una serie de determinantes que son utilizados para dar un criterio a todas las raíces de un polinomio para que tengan una parte real negativa.

## Definición
Consideremos un polinomio característico {\displaystyle P} en la variable {\displaystyle \lambda } de la manera:
{\displaystyle P(\lambda )=a_{0}\lambda ^{n}+a_{1}\lambda ^{n-1}+\cdots +a_{n-1}\lambda +a_{n}}
donde{\displaystyle a_{i}}, {\displaystyle i=0,1,\ldots ,n} son reales.
La matriz de Hurwitz cuadrada asociada a {\displaystyle P} está dada como:
{\displaystyle H={\begin{pmatrix}a_{1}&a_{3}&a_{5}&\dots &\dots &\dots &0&0&0\\a_{0}&a_{2}&a_{4}&&&&\vdots &\vdots &\vdots \\0&a_{1}&a_{3}&&&&\vdots &\vdots &\vdots \\\vdots &a_{0}&a_{2}&\ddots &&&0&\vdots &\vdots \\\vdots &0&a_{1}&&\ddots &&a_{n}&\vdots &\vdots \\\vdots &\vdots &a_{0}&&&\ddots &a_{n-1}&0&\vdots \\\vdots &\vdots &0&&&&a_{n-2}&a_{n}&\vdots \\\vdots &\vdots &\vdots &&&&a_{n-3}&a_{n-1}&0\\0&0&0&\dots &\dots &\dots &a_{n-4}&a_{n-2}&a_{n}\end{pmatrix}}.}
El determinante de Hurwitz número {\displaystyle i} es el determinante del primer menor número {\displaystyle i} de la matriz de Hurwitz {\displaystyle H}. Existen {\displaystyle n} determinantes de Hurwitz para un polinomio característico de grado {\displaystyle n}.